# 林芳玫
林芳玫（1961年12月1日—），臺北市人。1984年自國立臺灣大學外國語文學系畢業，1992年取得美國賓夕法尼亞大學社會學博士學位。
1992年至2000年任教於國立政治大學新聞系，2000年至2004年擔任行政院青年輔導委員會主任委員，2004年至2006年擔任行政院北美事務協調委員會主任委員，2006年起任教國立臺灣師範大學迄今，目前為國立臺灣師範大學臺灣語文學系教授。社會及學術團體參與方面，1995年兼任婦女新知基金會監事，1995年至1996年兼任臺灣女性學學會理事長，1997年至2001年兼任彭婉如基金會監事與常務董事，2016年至2018年兼任臺灣文學學會理事，2022年至2024年擔任臺灣文學學會理事長。

## 從政經歷
- 2004年至2006年擔任行政院北美事務協調委員會主任委員
- 2000年至2004年擔任行政院青年輔導委員會主任委員[1][2]

## 著作
- 2023.《是誰在說故事？——當代臺灣歷史小說的性別與族群》，臺中：天空數位圖書。
- 2017.《永遠在他方：施叔青的「臺灣三部曲」》，臺北：開學文化。
- 2007.《達文西亂碼》，臺北：聯合文學。
- 2007.《女神與鬼魅》，臺北：聯合文學。
- 2006.《色情研究》（修訂版），臺北：台灣商務印書館。
- 2006.《解讀瓊瑤愛情王國》，臺北：台灣商務印書館。
- 2005.《跨界之旅》，臺北：張老師出版社。
- 2004.《權力與美麗：超越浪漫說女性》，臺北：九歌出版社。
- 1999.《色情研究：從言論自由到符號擬象》，臺北：女書文化。
- 1996.《女性與媒體再現：女性主義與社會建構論的觀點》，臺北，巨流圖書。

## 個人生活
其夫為師大數學系退休教授洪萬生。有一愛犬啦啦。

## 外部連結
- 《權力與美麗》的奇蹟 （页面存档备份，存于）

| 官衔           | 官衔                                                                 | 官衔          |
| -------------- | -------------------------------------------------------------------- | ------------- |
| 中華民國行政院 |                                                                      |               |
| 前任： 李紀珠  | 行政院青年輔導委員會主任委員 第十三任 2000年5月20日－2004年5月20日   | 繼任： 鄭麗君 |
| 前任： 吳子丹  | 行政院北美事務協調委員會主任委員 第四任 2004年5月20日－2007年7月31日 | 繼任： 林俊義 |